# ストラッフォード郡 (ニューハンプシャー州)
ストラッフォード郡（英: Strafford County）は、アメリカ合衆国ニューハンプシャー州の南東部に位置する郡である。人口は13万0889人（2020年）。郡庁所在地はドーバーであり、同郡で人口最大の都市である。

## 歴史
ストラッフォード郡は1769年にニューハンプシャー植民地に作られた最初の5郡の1つだった。郡名は第2代ストラッフォード伯爵ウィリアム・ウェントワースに因んで名付けられた。ストラッフォード伯はニューハンプシャー総督ジョン・ウェントワースの先祖であるという誤解があった。この二人には遠い関係があるが、縁戚ではない。郡の組織は1771年にドーバーで編成された。1840年、ベルナップ郡が設立されて、領域を減らした。

## 地理
ストラッフォード郡は面積で州内最小の郡である。アメリカ合衆国国勢調査局に拠れば、郡域全面積は384平方マイル (990 km2)であり、このうち陸地369平方マイル (960 km2)、水域は15平方マイル (39 km2)で水域率は3.95%である。面積最大の都市はロチェスター市である。

### 隣接する郡

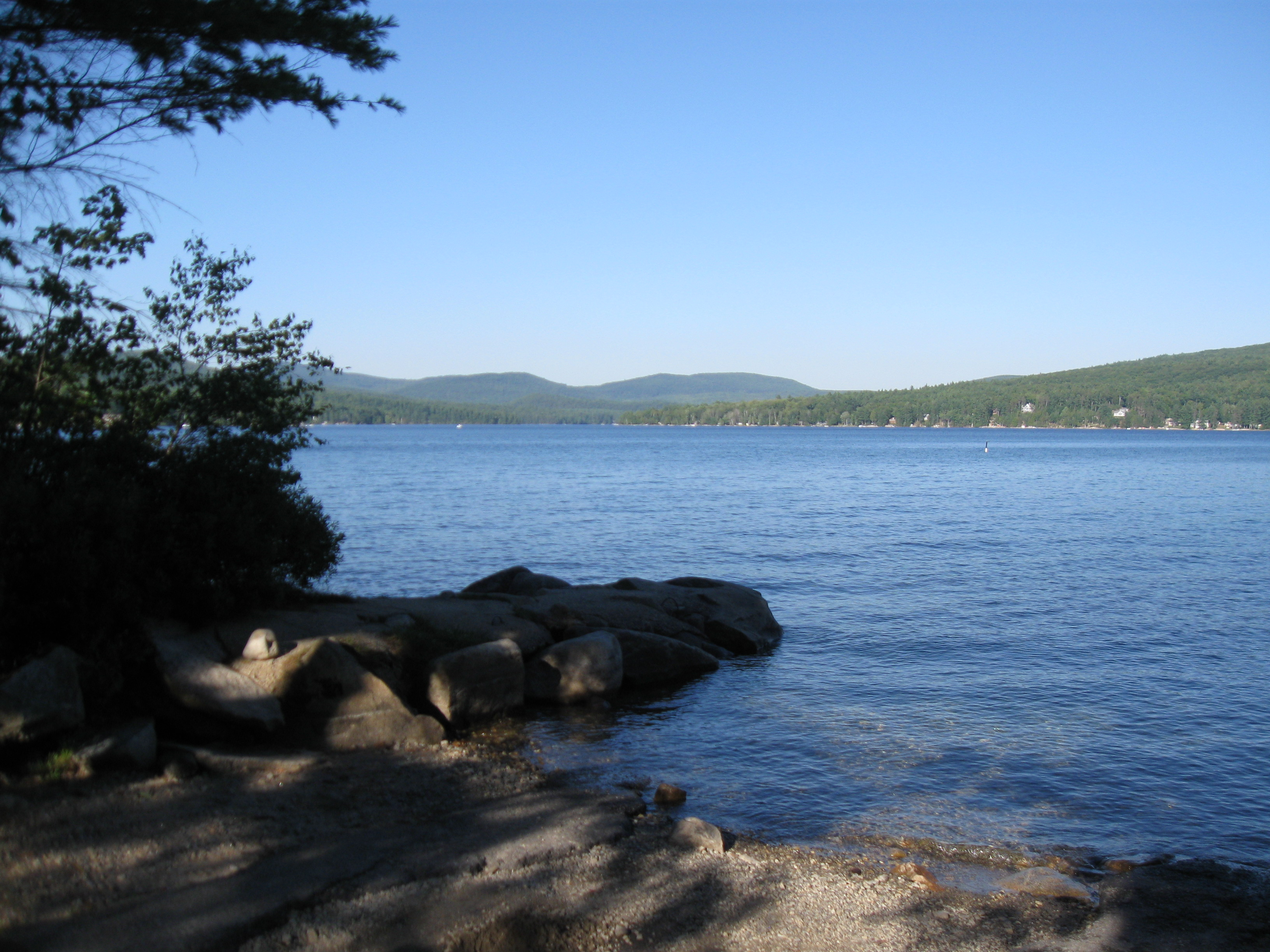
メリーミーティング湖

- キャロル郡 - 北
- ヨーク郡 (メイン州) - 東
- ロッキンガム郡 - 南
- メリマック郡 - 西
- ベルナップ郡 - 北西

## 人口動態
以下は2000年国勢調査による人口統計データである。
| 基礎データ - 人口: 112,233 人 - 世帯数: 42,581 世帯 - 家族数: 27,762 家族 - 人口密度: 118人/km2（304人/mi2） - 住居数: 45,539 軒 - 住居密度: 48軒/km2（124軒/mi2） 人種別人口構成 - 白人: 96.29% - アフリカン・アメリカン: 0.63% - ネイティブ・アメリカン: 0.21% - アジア人: 1.39% - 太平洋諸島系: 0.05% - その他の人種: 0.30% - 混血: 1.14% - ヒスパニック・ラテン系: 1.03% 先祖による構成 - イギリス系：15.8% - アイルランド系：14.9% - フランス系：14.0% - フランス系カナダ人：10.5% - アメリカ人：7.6% - イタリア系：6.3% - ドイツ系：6.2% 言語による構成 - 英語：93.7% - フランス語：3.2% | 年齢別人口構成 - 18歳未満: 23.7% - 18-24歳: 13.6% - 25-44歳: 30.6% - 45-64歳: 20.9% - 65歳以上: 11.2% - 年齢の中央値: 34歳 - 性比（女性100人あたり男性の人口） - 総人口: 94.3 - 18歳以上: 91.1 世帯と家族（対世帯数） - 18歳未満の子供がいる: 32.6% - 結婚・同居している夫婦: 51.1% - 未婚・離婚・死別女性が世帯主: 10.0% - 非家族世帯: 34.8% - 単身世帯: 24.8% - 65歳以上の老人1人暮らし: 8.2% - 平均構成人数 - 世帯: 2.50人 - 家族: 2.98人 収入と家計 - 収入の中央値 - 世帯: 44,803米ドル - 家族: 53,075米ドル - 性別 - 男性: 36,661米ドル - 女性: 26,208米ドル - 人口1人あたり収入: 20,479米ドル - 貧困線以下 - 対人口: 9.2% - 対家族数: 5.0% - 18歳未満: 9.1% - 65歳以上: 6.6% |

## 都市と町

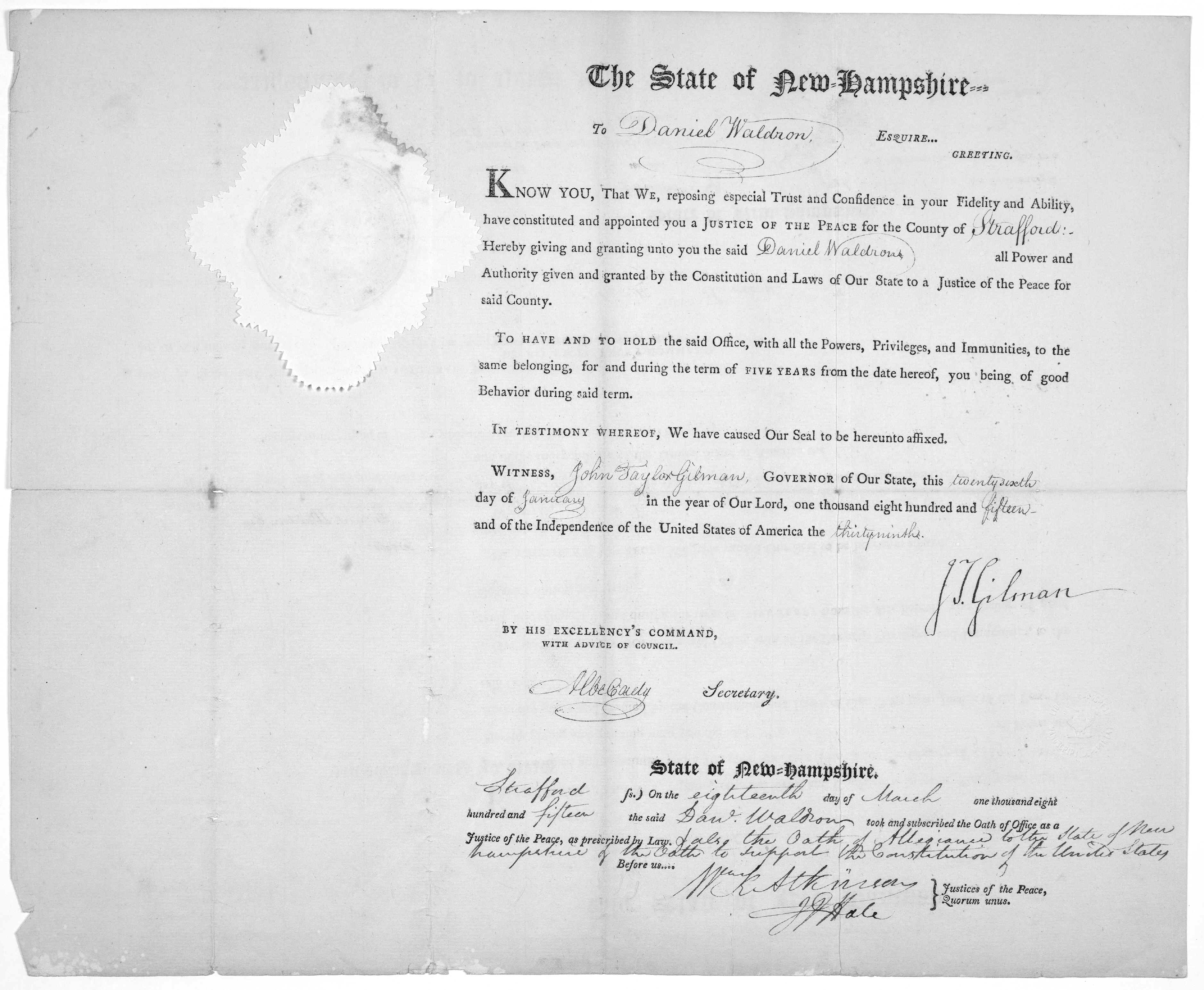
ダニエル・ウォルドロンをストラッフォード郡治安判事に指名する命令書、1815年

ストラッフォード郡は3つの市と10の町に区分されている。下表では未編入の村をそれが属する町や市の下に挙げる。
| - ドーバー市 - 郡庁所在地 - ダーラム町 - ロチェスター市 - イーストロチェスター村 - ゴーニック村 - バーリントン町 - ファーミントン町 - プレイス村 - リー町 - マッドベリー町 | - ミドルトン町 - ミルトン町 - ミルトンミルズ（国勢調査指定地域） - ニューダーラム - ローリンズフォード町 - サマーズワース市 - ストラッフォード町 - バウレイクビレッジ村 - センターストラッフォード村 |

## 政治
| 年     | 民主党       | 共和党       |
| ------ | ------------ | ------------ |
| 2012年 | 56.3% 36,026 | 41.8% 26,729 |
| 2008年 | 59.5% 37,990 | 39.2% 25,021 |
| 2004年 | 55.6% 32,942 | 43.6% 25,825 |
| 2000年 | 51.4% 25,400 | 42.7% 21,108 |